# Alex Darville
Pour les articles homonymes, voir Darville.
Alexandre "Alex" Darville, né le 25 mai 1994 à Santa Barbara, est un coureur cycliste américain. Il participe à des compétitions sur route et sur piste.

## Palmarès sur route
- 2012
  - 4e étape du Tour de l'Abitibi
- 2013
  - 2e du Tour de Düren

### Classements mondiaux
| Année            | 2013   |
| ---------------- | ------ |
| UCI America Tour | 1 034e |

## Palmarès sur piste

### Championnats des États-Unis
- 2014
  -  Champion des États-Unis de la course aux points
  -  Champion des États-Unis de poursuite par équipes (avec Zach Allison, Adrian Hegyvary et Zak Kovalcik)
- 2016
  - 2e de la poursuite par équipes